# Jan z Bejsc
Jan z Bejsc herbu Lewart – kasztelan żarnowski w latach 1440–1457, podczaszy lubelski w 1438 roku.
Był uczestnikiem konfederacji Zbigniewa Oleśnickiego w 1438 roku.